# 德赖斯
德赖斯是德国莱茵兰-普法尔茨州的一个市镇。总面积11.26平方公里，总人口1366人，其中男性699人，女性667人（2011年12月31日），人口密度121人/平方公里。